# Richard Dreyfuss
Richard Stephen Dreyfuss (* 29. října 1947 Brooklyn, New York, Spojené státy americké) je americký herec, držitel Oscara za nejlepší herecký výkon ve filmu Děvče pro zábavu z roku 1977.
Narodil se v židovské rodině v Brooklynu, od devíti let žil v Kalifornii a absolvoval Beverly Hills High School. Herectví se začal věnovat v komunitním centru a v sedmnácti letech debutoval v televizním seriálu Karen. Jeho prvním filmem byl Absolvent (1967) a první hlavní rolí mořský biolog Matt Hooper ve filmu Čelisti (1975). Hrál také ve filmech Americké grafitti, Blízká setkání třetího druhu, Čí je to vlastně život?, Somrák z Beverly Hills, Opus pana Hollanda, Akce Pelikán a Dámský klub.
Působí v občanském hnutí Common Cause a založil organizaci podporující občanskou výchovu na veřejných školách. Spolu s Harrym Turtledovem napsal román The Two Georges, zabývající se alternativní historií USA.
Byl třikrát ženatý: poprvé se scenáristkou Jeramie Rainovou, podruhé s Janelle Laceyovou a potřetí se Světlanou Jerochinovou. Má dceru a dva syny.
Od dětství trpí bipolární afektivní poruchou, bojoval také se závislostí na drogách.